# Vallons de Haute-Bretagne Communauté
Die Vallons de Haute-Bretagne Communauté ist ein französischer Gemeindeverband mit der Rechtsform einer Communauté de communes im Département Ille-et-Vilaine in der Region Bretagne. Der Gemeindeverband wurde am 17. Dezember 2013 gegründet und besteht aus 18 Gemeinden. Der Verwaltungssitz befindet sich im Ort Guichen.

## Mitgliedsgemeinden
| Gemeinde                             | Einwohner 1. Januar 2022 | Fläche km² | Dichte Einw./km² | Code INSEE | Postleitzahl |
| ------------------------------------ | ------------------------ | ---------- | ---------------- | ---------- | ------------ |
| Baulon                               | 2.208                    | 25,02      | 88               | 35016      | 35580        |
| Bourg-des-Comptes                    | 3.388                    | 23,41      | 145              | 35033      | 35890        |
| Bovel                                | 600                      | 14,60      | 41               | 35035      | 35330        |
| Comblessac                           | 677                      | 17,23      | 39               | 35084      | 35330        |
| Goven                                | 4.326                    | 39,73      | 109              | 35123      | 35580        |
| Guichen                              | 9.203                    | 42,99      | 214              | 35126      | 35580        |
| Guignen                              | 4.149                    | 53,05      | 78               | 35127      | 35580        |
| Guipry-Messac                        | 7.243                    | 91,99      | 79               | 35176      | 35480        |
| La Chapelle-Bouëxic                  | 1.527                    | 20,66      | 74               | 35057      | 35330        |
| Lassy                                | 1.817                    | 9,76       | 186              | 35149      | 35580        |
| Les Brulais                          | 541                      | 11,96      | 45               | 35046      | 35330        |
| Lohéac                               | 700                      | 5,11       | 137              | 35155      | 35550        |
| Loutehel                             | 235                      | 7,21       | 33               | 35160      | 35330        |
| Mernel                               | 1.017                    | 17,37      | 59               | 35175      | 35330        |
| Saint-Malo-de-Phily                  | 1.074                    | 18,77      | 57               | 35289      | 35480        |
| Saint-Séglin                         | 600                      | 9,40       | 64               | 35311      | 35330        |
| Saint-Senoux                         | 1.836                    | 18,29      | 100              | 35312      | 35580        |
| Val d’Anast                          | 3.925                    | 77,86      | 50               | 35168      | 35330        |
| Vallons de Haute-Bretagne Communauté | 45.066                   | 504,41     | 89               | –          | –            |